# Acronia nigra
Acronia nigra là một loài bọ cánh cứng trong họ Cerambycidae.